# John Wilkinson (industrial)
John Wilkinson (1728-1808) fue un inventor e industrial británico, uno de los más destacados maestros del hierro de los inicios de la Revolución Industrial.
Cuando contaba veinte años de edad construyó en Saffordshire una fragua para hierro. En 1775 construyó en la fábrica de su padre una máquina taladradora que perforaba piezas para cilindros y ánimas de cañones, cuya precisión permitió que James Watt desarrollara su máquina de vapor. Wilkinson, a su vez, usó la máquina de vapor en una bomba de aire con la que pudo fabricar hierro a gran escala en Coalbrookdale, Shropshire. El puente de hierro construido por Abraham Darby sobre el río Severn fue realizado con el hierro de Wilkinson. Otro invento de Wilkinson fue una gabarra de casco de hierro. Construyó asimismo las tuberías de gran parte de las fuentes de París. Fue enterrado en un féretro de hierro de su propio diseño.
- ): English Ironmaster and Inventor. Studies in British History, Vol 49, Edwin Mellen Press, (1998) ISBN 0-7734-8268-7.
- Braid, Douglas.  Wilkinson Studies Vol II (1992) ISBN 0-9520009-0-3.
- Newman, J and Pevsner, N. Pevsner Architectural Guides: The Buildings of Shropshire, Yale University Press (2006).  ISBN 0-300-12083-4.
- J. R. Harris, Wilkinson, John (1728–1808). Oxford Dictionary of National Biography, Oxford University Press, 2004; online edn, Jan 2011.